# 카라라
카라라(이탈리아어: Carrara)는 이탈리아 토스카나주 마사카라라도에 있는 코무네다. 백색, 청회색 대리석 채석장으로도 유명하다. 피렌체에서는 북서쪽 100km 거리에 있다.

## 역사

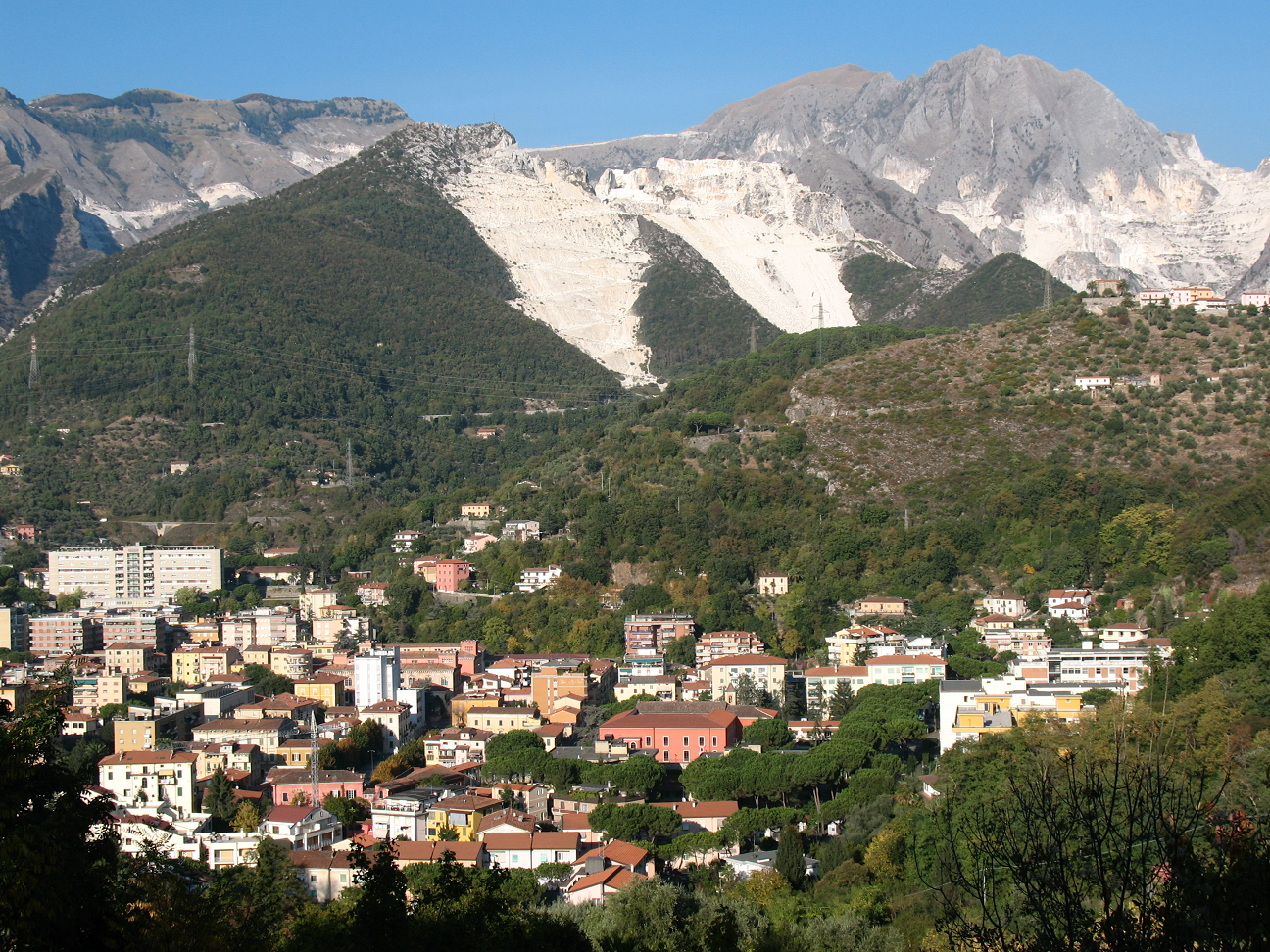
카라라

이 지역에 정착지가 생긴 것은 기원전 9세기로 알려져있다. 현재의 도시는 기원전 2세기에 리구리아를 정복한 후, 로마인들이 대리석 채석장의 노동자들에게 거주를 위해 건설한 자치구에서 기원을 했다. 카라라는 로마 시대 이래로 대리석 채석과 조각 공정에 깊은 연관이 있다. 대리석은 마그라 강 입구에 있는 루니 항에서 수출되었다.
중세 시대에는 비잔티움과 롬바르드족의 소유였고, 그후 루니 주교의 소유가 되어, 13세기 초에 도시 국가가 되었다. 구엘프와 기벨린 분쟁 와중에 카라라는 주로 기벨린 세력에 속해있었다. 루니 주교의 지배는 1230년에 지배권을 재획득하였다가 1313년에 카라라가 피사 공화국, 루카, 피렌체에게 넘어갔다. 이후에 이곳은 밀라노의 잔 갈레아초 비스콘티에게 소유가 넘어갔다.
1447년 필리포 마리아 비스콘티가 사망하고, 카라라는 사르차나의 군주인 톰마소 캄포프레고소와 싸웠고 그 후에는 15세기 중반에 카라라로 이주해와 시뇨리아가 되는 말라스피나(Malaspina) 가문과 싸웠다. 카라라와 마사는 합해져 15세기부터 19세기까지 카라라에마사 공국을 형성했다. 말라스피나 가문의 마지막 계승자인 마리아 테레사가 에콜레 데스테 3세와 결혼하게 되면서, 카라라는 모데나 공국의 일부가 되었다.
엘리사 보나파르트의 짧은 기간의 나폴레옹 시대의 지배를 거친 후, 모데나 공국에 반환되었다. 이탈리아의 통일 시대 동안에는 도메니코 쿠키아리가 이끈 민중 봉기 장소였으며, 주세페 마치니가 이끈 혁명 활동의 중심지였다.
19세기가 끝날 무렵에 카라라는 특히 채석장 노동자들 사이에서 이탈리아내 무정부주의의 발상지가 되었다. 석공가들이 포함된 채석장 노동자들은 다른 무정부주의자들 중에서도 특히 급진적인 성향을 띠었다. 도시 밖에서의 사상들은 카라라 시민들에게 영향을 미치기 시작하였다. 무정부주의와 급진주의 사상들은 채석장 노동자들의 유산의 일부가 되었다. 1894년 뉴욕 타임즈의 기사에 따르면, 벨기에와 스위스에서 추방당한 많은 혁명가들이 1885년에 카라라로 이주해왔고 이탈리아내 첫 무정부주의 조직을 세웠다고 한다. 카라라는 여러 무정부주의 단체이 있어, 이탈리아내 무정부주의의 온상으로서 계속 남았다. 무정부주의자들인 대리석 노동자들은 채석장과 세공소에서 노동 조합을 조직하기도 하였다. 또한 1894년 1월에 일어난 루니자나 반란의 핵심 인물들이기도 하였다.
1929년에 카라라, 마사, 몬티뇨소 세 행정시는 아푸아니아(Apuania)라고 불린 하나의 행정 구역으로 통합되었다. 1945년에 다시 세 개의 행정시로 복구되었다.
카라라는 1968년에 창설된 국제 무정부주의자 협회의 창설지이다.

## 경제와 문화

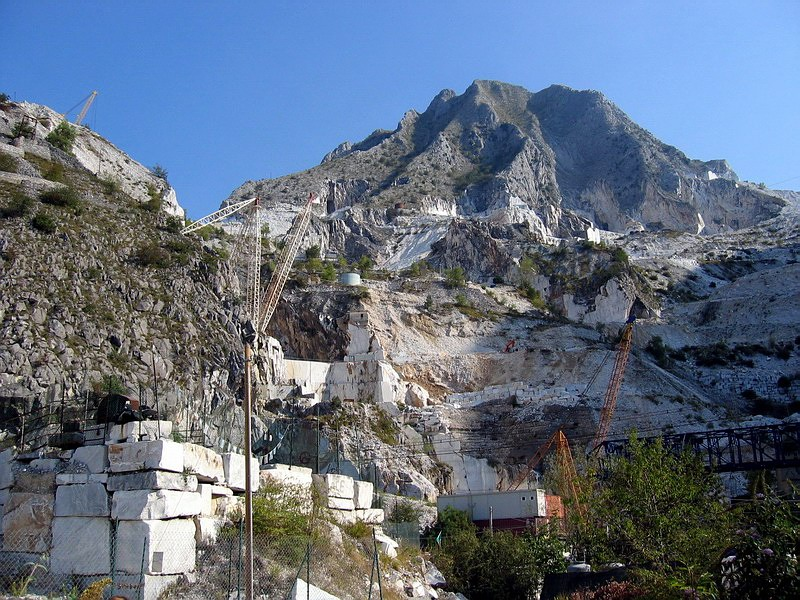
카라라 대리석 채석장

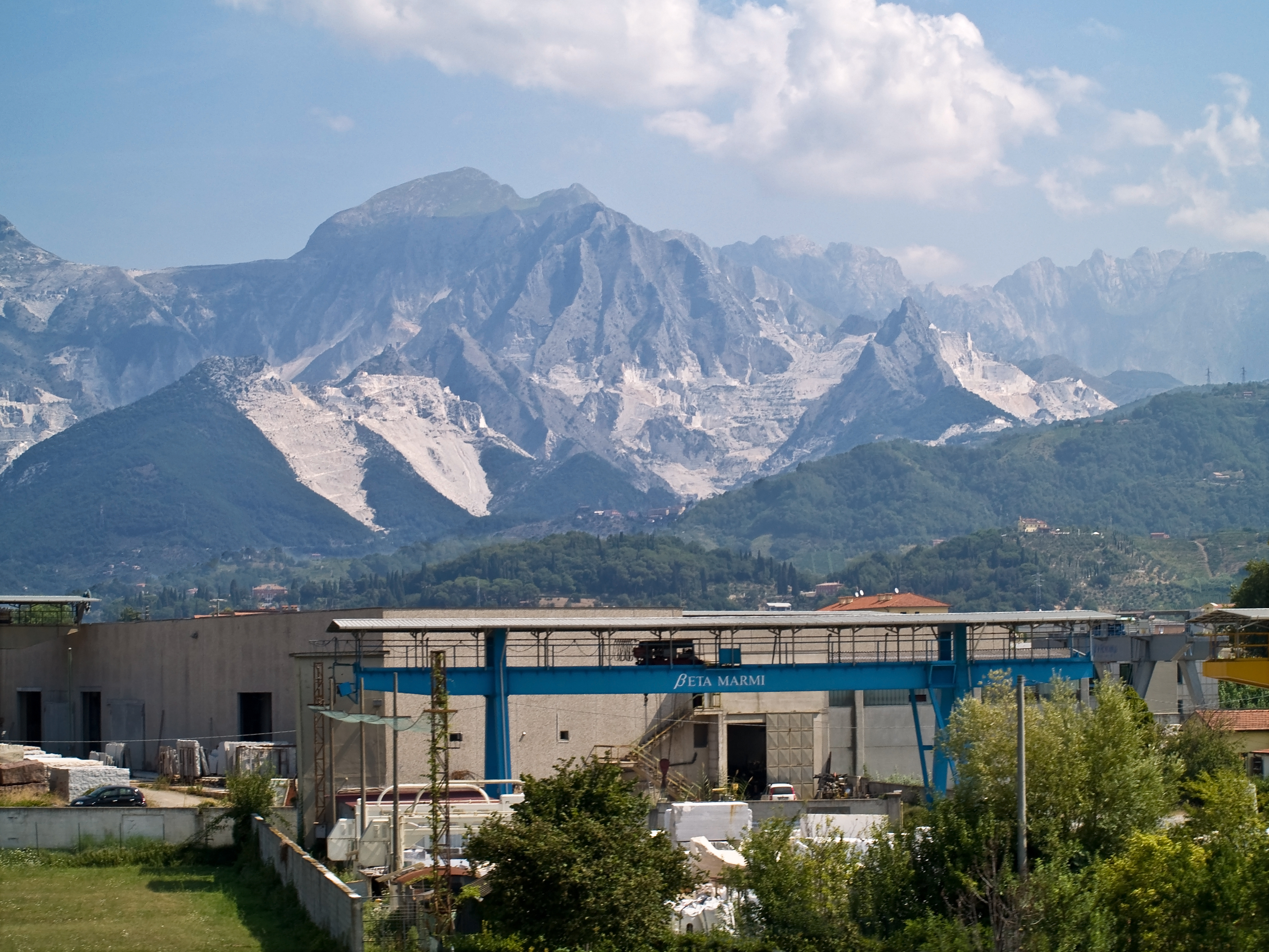
카라라 대리석 채굴소

카라라 대리석은 고대 로마 시대 이래로 사용되어왔다. 로마에 있는 판테온과 트라야누스 원주는 이 대리석으로 제작되었으며, 많은 르네상스의 조각가들이 애용하였다.

## 자매 도시
| - 아르메니아 예레반 - 독일 잉골슈타트 - 프랑스 그라스 | - 폴란드 오폴레 - 스페인 노벨다 - 세르비아 크라구예바츠 |

## 같이 보기
- 카라라 대리석